# Setumaa

Bandiera di Setumaa

Setumaa (in russo Сетумаа?; in seto Setomaa) è una regione a sud del Lago Peipus e abitata dal popolo Seto. Il dialetto seto è una varietà dell'estone meridionale. La catena storica di Setomaa si trova nei territori dell'attuale Estonia e Russia. L'estone Setomaa è attualmente costituita da terre nella contea di Võru situata nell'Estonia sudorientale e al confine con la Russia. Petseri (in russo: Pechory) è stato il centro storico e culturale dei Seto.

## Suddivisione attuale
Setomaa estone è composta da:
- Nella contea di Võrumaa:
  - Parrocchia di Setomaa (comune)

La parte russa è costituita dal distretto di Pechorsky, parte dell'oblast di Pskov. Tra il 1918 e il 1944, l'area faceva parte dell'Estonia, amministrata come Contea di Petseri. Dopo che l'Estonia ha riconquistato la sua indipendenza dall'Unione Sovietica nel 1991, c'è stata una disputa tra Estonia e Russia sul possesso di questo territorio fino a quando l'Estonia ha abbandonato le sue rivendicazioni territoriali su queste aree nel 1995.